# Guy Seligmann
Guy Seligmann, né le 24 mars 1939 à Paris est un réalisateur français.

## Famille
Guy Seligmann est le fils de Jean Seligmann, antiquaire parisien fusillé par les Allemands en 1941 en représailles à des attentats perpétrés par la Résistance. 
Jacques Seligmann est son grand-oncle. 

## Biographie
En 1958, Guy entre à l'IDHEC.
Dès les années 1960, il travaille pour la télévision. 
Il réalise des docufictions, comme Mazamet, la ville rayée de la carte (1975), des installations vidéos comme Mattamorphoses (1987). 
Il travaille aux côtés de Pierre Bouteiller sur l'émission Dim Dam Dom,  de Pierre-André Boutang, avec Océaniques, mais aussi sur L’Invité du Dimanche, Écran Blanc et Rideau Rouge, Le Grand Studio, Les Repères de l’Histoire, Parole de cinéaste. 
Il est le cofondateur de la SCAM dont il a été le président de 1991 à 1995, de 1999 à 2003 et de 2007 à 2011.

## Documentaire
- Vivre à Bonneuil, 1975 (au sujet de l'École expérimentale de Bonneuil-sur-Marne).